# Hassasna (distrito)
Hassasna (em francês: El Hassasna) é um distrito localizado na província de Saïda, Argélia. Sua capital é a cidade de mesmo nome. Tem 579 quilômetros quadrados. Segundo censo de 2008, possuía 13 294 habitantes.